# Marino (Latium)

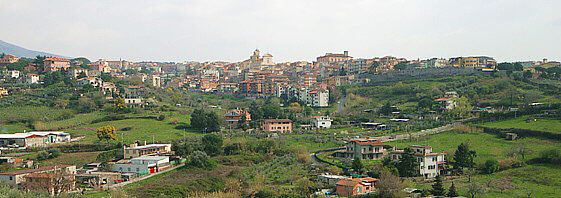
Blick auf Marino

Marino (auch Marino Laziale) ist eine Stadt mit 46.404 Einwohnern (Stand 31. Dezember 2023) in den Albaner Bergen oberhalb des Albaner Sees, 23 km südöstlich von Rom und 6 km südlich von Frascati in der Metropolitanstadt Rom.

## Geographie
Die Altstadt von Marino liegt auf dem Rand der Caldera eines erloschenen Vulkans oberhalb des Albaner Sees. Das Gemeindegebiet erstreckt sich bis in die Ebene der Campagna Romana. Die Stadtteile Castelluccia, Cava dei Selci, Due Santi, Frattocchie, Fontana Sala und Santa Maria delle Mole liegen im Westteil des Gemeindegebiets entlang der Via Appia und sind heute die Wohnorte für die meisten Marinesi. 1974 wurde Ciampino als eigenständige Gemeinde aus Marino ausgegliedert. Seit 1993 gibt es in den Teilorten Frattocchie und Santa Maria delle Mole Bestrebungen, unter dem Namen Boville eine selbständige Gemeinde zu bilden.
Marino wird zu den Ortschaften der Castelli Romani gezählt.
Die Nachbarorte sind Castel Gandolfo, Ciampino, Grottaferrata, Rocca di Papa und Rom.

### Verkehr
Marino ist über die Via dei Laghi mit Rom verbunden. Die westlichen Stadtteile werden mit der Staatsstraße 7 Via Appia erschlossen, wobei sich die Via Appia Antica und die Via Appia Nuova in Frattocchie vereinigt. Die Staatsstraße 207 Via Nettunense führt von Frattocchie nach Anzio (43 km) ans Meer.
Marino hat einen Bahnhof an der Regionalbahnstrecke FR4 Rom–Albano. Der Bahnhof Santa Maria delle Mole an der Regionalbahnstrecke FR4 Rom–Velletri liegt im Nordwesten des Gemeindegebiets.

## Geschichte
In vorrömischer Zeit gab es im Gemeindegebiet drei Orte.
- Mugillae wurde 490 v. Chr. von den Volskern zerstört.
- Bovillae wurde von den Flüchtlingen aus Alba Longa besiedelt. Es verschwand in der Völkerwanderungszeit.[2]
- Locus Ferentinus war ein Versammlungsort des Bundes der Latiner.

Nach der Eroberung durch Rom wurde Castrimoenium gegründet. Von hier ging der Aquädukt der Aqua Tepula aus. 313 n. Chr. schenkte Konstantin der Große den Ort der Kathedrale von Albano. Im 10. Jahrhundert gelangte der Ort unter dem Namen Possessio Marinas in den Besitz der Grafen von Tusculum und später der Frangipane und 1266 schließlich der Orsini. 1419 eroberten die Colonna Marino.
1870 wurde der Kirchenstaat aufgelöst und Marino ins Königreich Italien eingegliedert.
Von 1955 bis 1993 befand sich in Frattocchie das Istituto di Studi Comunisti Palmiro Togliatti, die zentrale Parteihochschule des Partito Comunista Italiano. Das Institut war auch bekannt unter dem Namen Scuola delle Frattocchie.

## Bevölkerung

### Bevölkerungsentwicklung
| Jahr      | 1881  | 1901  | 1921  | 1936   | 1951   | 1971   | 1991   | 2001   | 2011   |
| Einwohner | 4.755 | 5.663 | 7.340 | 11.308 | 13.109 | 23.836 | 32.903 | 32.706 | 38.358 |

Quelle ISTAT

### Ethnien
Am 31. Dezember 2019 lebten in Marino 4.548 nicht-italienische Staatsbürger. Die meisten von ihnen stammen aus folgenden Ländern:
1. Rumänien – 2033
2. Albanien – 543
3. Ukraine – 188
4. Bangladesch – 169
5. Ägypten – 165
6. Moldau – 117
7. Indien – 113

## Politik
Adriano Palozzi (PdL) wurde im Mai 2006 im zweiten Wahlgang zum Bürgermeister gewählt und im Mai 2011 im Amt bestätigt. Er musste im April 2013, nach seiner Wahl in den Regionalrat von Latium, sein Amt als Bürgermeister abgeben.
Im Mai 2014 wurde Fabio Silvagni (FI) gewählt. Dieser wurde im April 2015 nach einem Korruptionsskandal verhaftet und trat im September 2015 zurück. Einige Zeit später wurde Carlo Colizza (MoVimento 5 Stelle) am 5. Juni 2016 zum Bürgermeister gewählt und am 21. 6. offiziell bestätigt.
Bürgermeister von Marino:
- 2000–2002: Fabio Desideri, parteilos für mitte-rechts-Koalition
- 2002–2003: Fausto Gianni, kommissarischer Bürgermeister
- 2003–2005: Ugo Onorati, parteilos für mitte-links-Koalition
- 2005–2006: Ferdinando Santoriello, kommissarischer Bürgermeister
- 2006–2013: Adriano Palozzi (PdL)
- 2013–2014: Fabrizio De Sanctis (PdL), Vizebürgermeister
- 2014–2015: Fabio Silvagni (FI)
- 2015–2016: Enza Caporale, kommissarische Bürgermeisterin
- seit 2016: Carlo Colizza (M5S)

### Partnerstädte
- Ischia, Kampanien
- Boulogne-Billancourt bei Paris
- Bezirk Neukölln von Berlin
- Paterna, Valencia
- Irving Texas
- Nafpaktos Griechenland

## Religion
Die Einwohner von Marino gehören mehrheitlich der römisch-katholischen Kirche an. Die Stadt gehört zum Bistum Albano und hat sieben Pfarrgemeinden.

## Sehenswürdigkeiten
- Die Pfarrkirche San Barnaba wurde 1640 bis 1653 von Antonio del Grande errichtet.
- Der Palazzo Colonna wurde über dem antiken Kastell von Castrimoenium erbaut. Er ist heute Rathaus und Museum.
- 1962 wurde ein Mithräum mit sehr gut erhaltenen Fresken entdeckt.
- Die Trappistenabtei Frattocchie liegt beschaulich in einem Hain an der Via Appia Nuova.

## Galerie

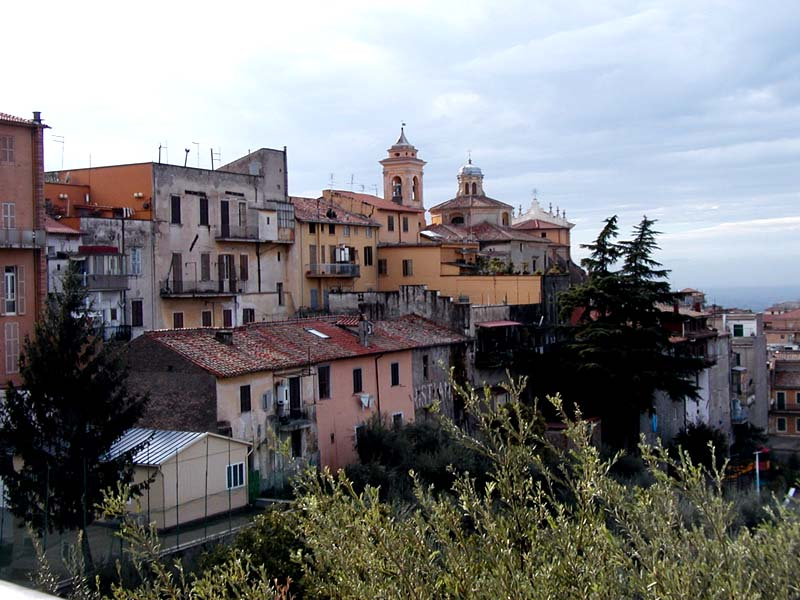
Blick auf Marino
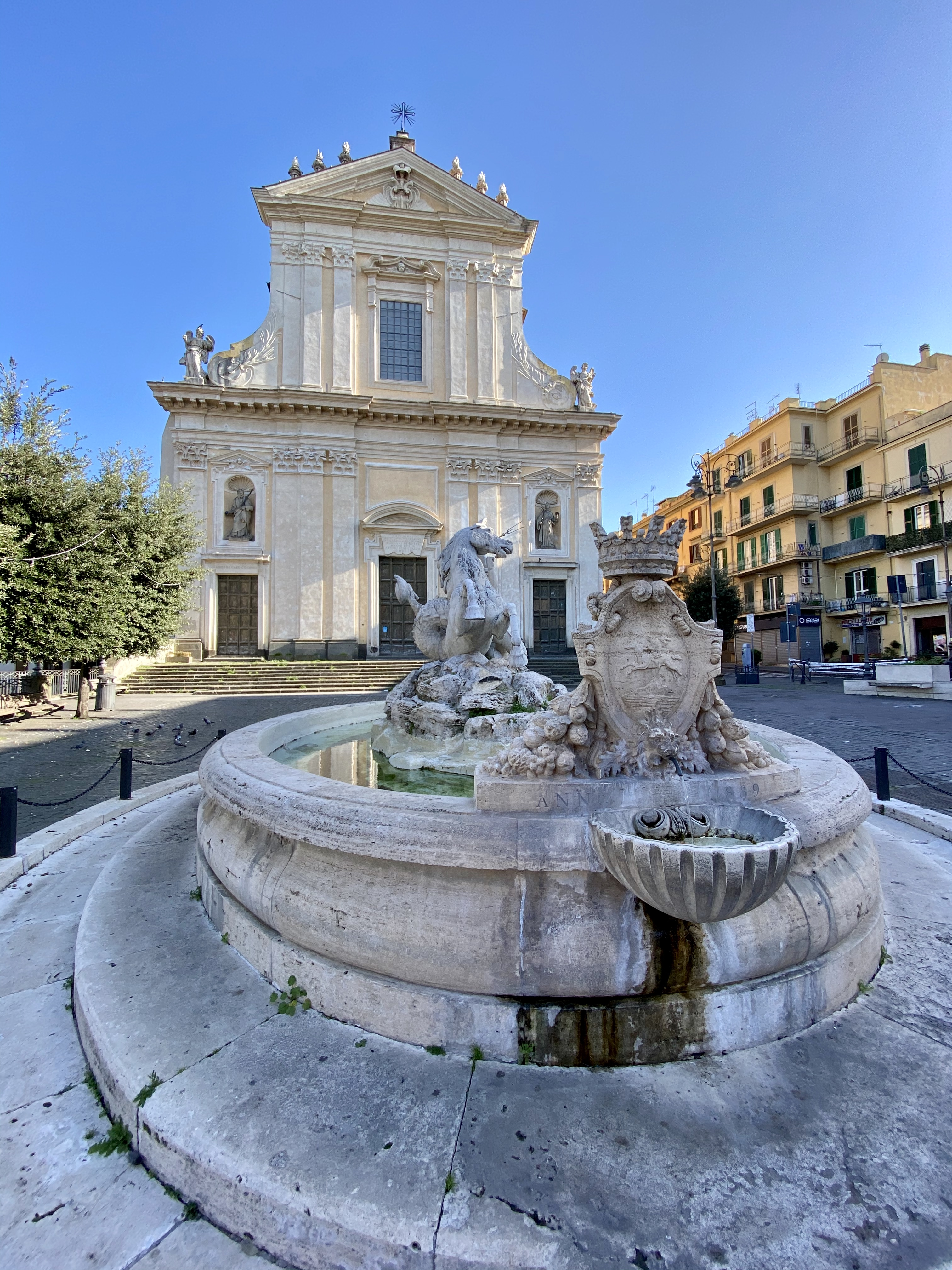
Basilika San Barnaba
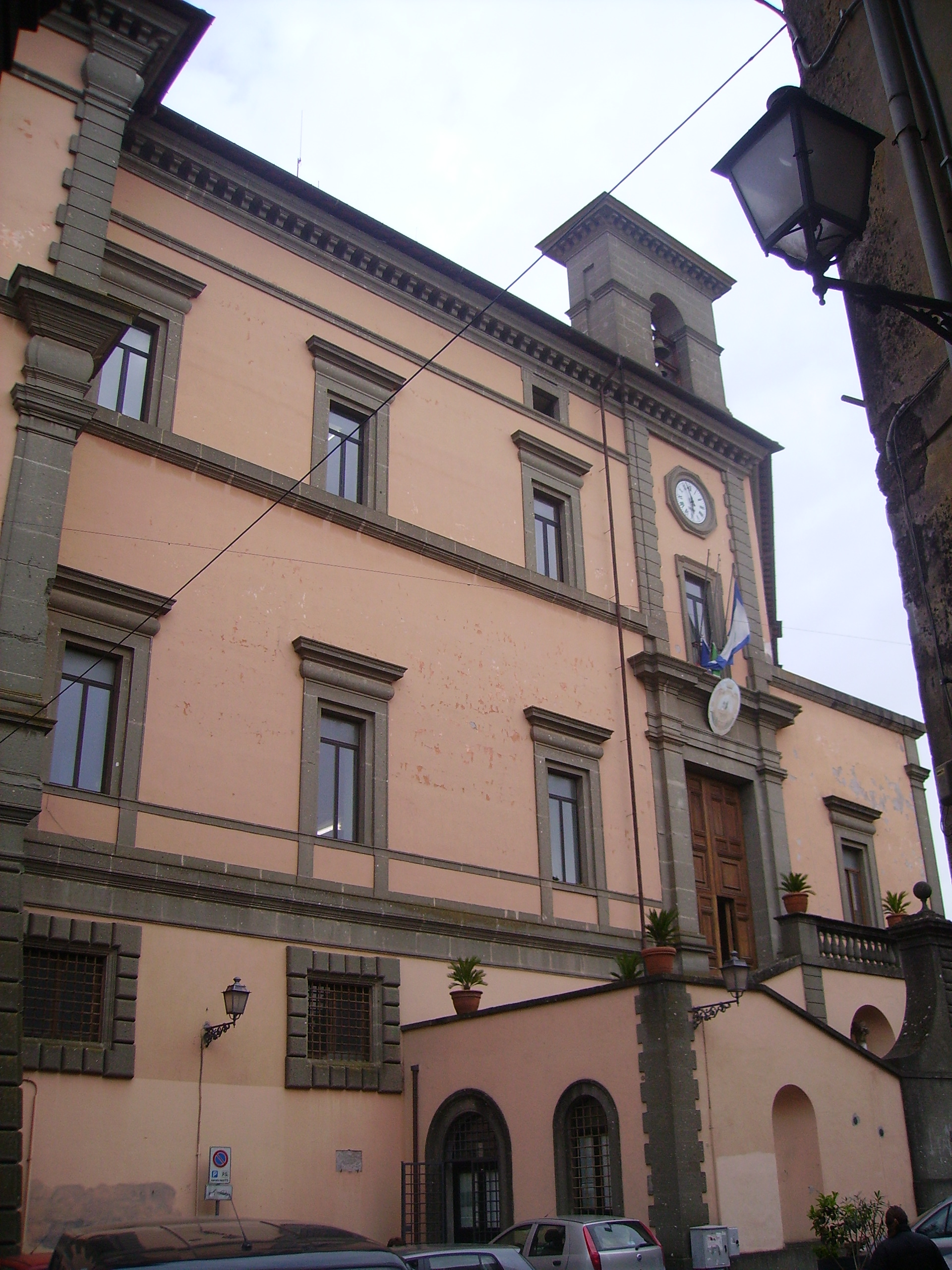
Palazzo Colonna
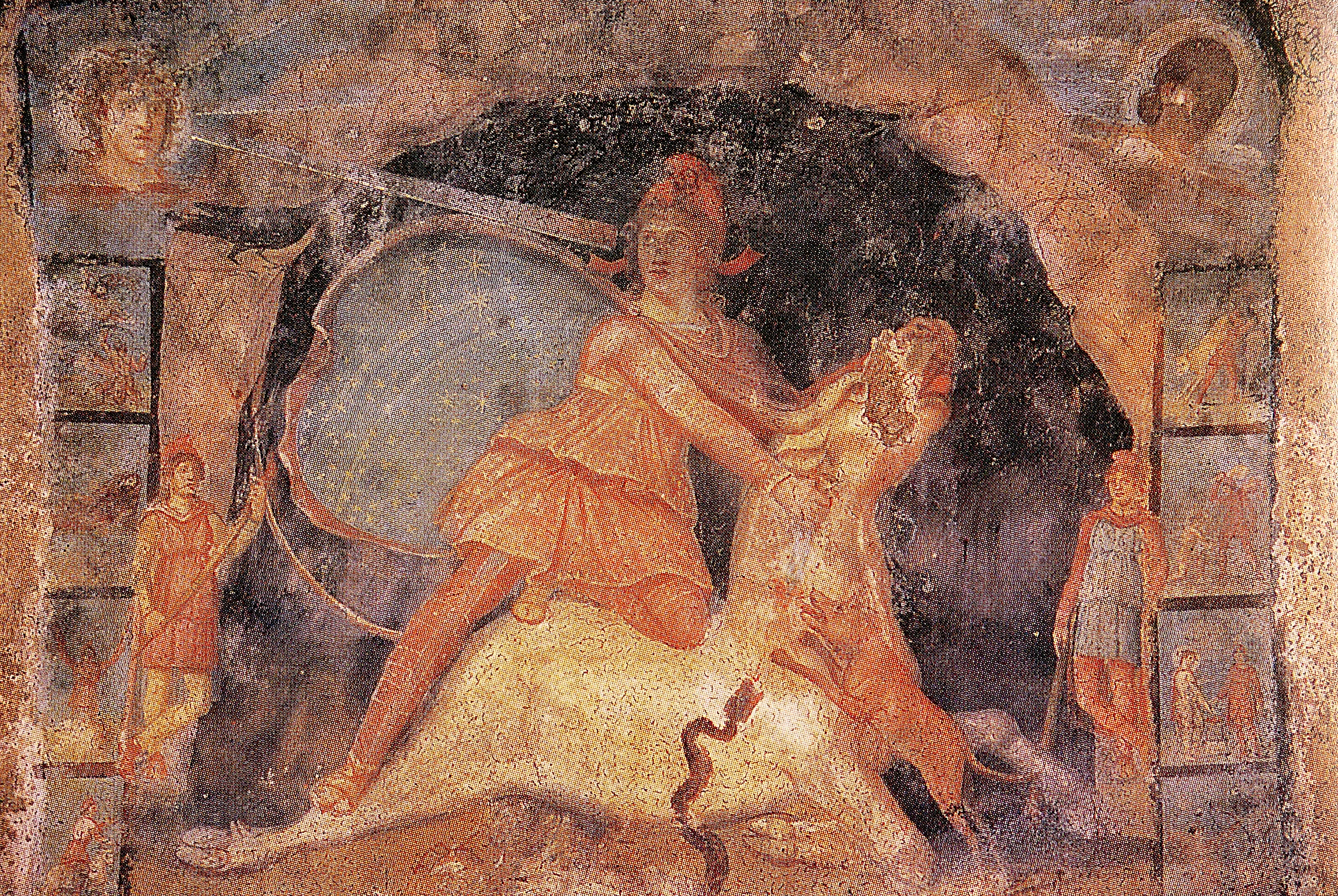
Stiertötungsszene im Mithräum

## Persönlichkeiten
- Vittoria Colonna (* 1492 in Castello di Marino; † 1547 in Rom), Lyrikerin
- Ascanio Colonna (* 1560 in Marino; † 17. Mai 1608 in Rom), Kardinal
- Bonifazio Graziani (* ~1604/05 in Marino; † 1664 in Marino), Komponist
- Umberto Mastroianni (* 1910 in Fontana Liri; † 1998 in Marino), Bildhauer
- Hans Werner Henze (* 1926 in Gütersloh; † 2012 in Dresden), Komponist, lebte seit 1961 in Marino
- Sandro Benedetti (* 1933 in Marino; † 2024 in Albano Laziale), Architekt, Architekturhistoriker und Hochschullehrer
- Massimiliano Martella (* 1977 in Marino), Radrennfahrer
- Roberta Missoni (* 1980 in Marino), Pornodarstellerin
- Erika Furlani (* 1996 in Marino), Hochspringerin
- Mattia Furlani (* 2005 in Marino), Leichtathlet

## Kulinarische Spezialitäten
Marino ist Zentrum des Anbaugebiets des Weißweins Marino DOC. Seit 1925 wird im Oktober ein Weinfest ausgerichtet.